# Okinawa Athletic Stadium
L'Okinawa Athletic Stadium (沖縄県総合運動公園陸上競技場?) è uno stadio della città di Okinawa, in Giappone. Viene utilizzato dal FC Ryūkyū, società miliante nella J2 League.